# Sonderkommando

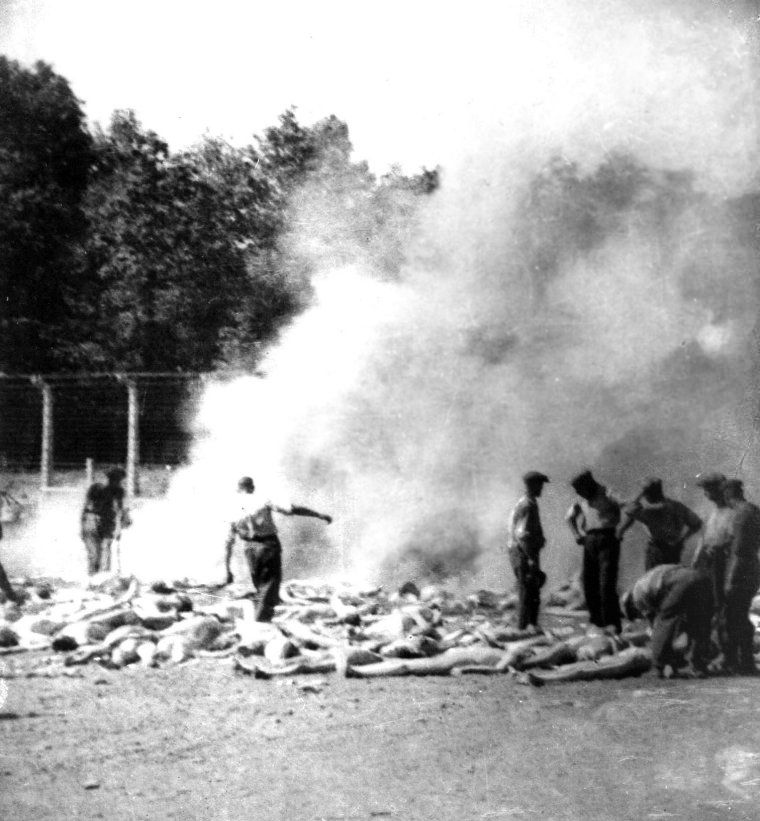
Ett Sonderkommando i Auschwitz bränner kroppar. Fotografi från augusti 1944.

Sonderkommando syftar vanligen på de särskilda grupper av fångar som tvingades delta i utrotningen av judar och andra fångar i de tyska koncentrationslägren under andra världskriget. Deras huvuduppgift var hopsamlandet och kremerandet av liken och att eskortera fångarna till gaskamrarna. De deltog inte i själva dödandet som sköttes av de tyska lägervakterna.
På grund av sina arbetsuppgifter i koncentrationslägren är överlevande medlemmar av sonderkommandon de viktigaste ögonvittnena till Förintelsens sista fas. I dag (2016) finns färre än 10 kvar i livet.